# گورگن-خاچیک واسپوراکان
گورگن-خاچیک واسپوراکان (ارمنی: Գուրգեն-Խաչիկ Արծրունի; انگلیسی: Gurgen-Khachik of Vaspurakan درگذشته ۱۰۰۳ میلادی)، پنجمین پادشاه پادشاهی واسپوراکان بود که بین سال‌های ۹۹۱ تا ۱۰۰۳ میلادی سلطنت کرد.